# Saint-Pé-de-Léren
 Saint-Pé-de-Léren  es una población y comuna francesa, en la región de Aquitania, departamento de Pirineos Atlánticos, en el distrito de Pau y cantón de Salies-de-Béarn.

## Demografía
| 228 | 217 | 200 | 207 | 207 | 205 |
| Para los censos de 1962 a 1999 la población legal corresponde a la población sin duplicidades (Fuente: INSEE [Consultar]) |     |     |     |     |     |